# Buruåsen
Buruåsen är ett naturreservat i Älvdalens kommun i Dalarnas län.
Området är naturskyddat sedan 2013 och är 823 hektar stort. Reservatet består av tallskog som brunnit flera gånger.